# Apedemak
Apedemak is een god uit Nubië, een gebied in het huidige Soedan. Hij werd vereerd in veel plekken in Nubië en ook soms in Egypte.

## Mythologie
Over het algemeen wordt gedacht dat de leeuwengod Apedemak geen rol speelde in Egyptische mythologie maar hij werd wel vereerd in Egyptisch-beïnvloede tempels in de Nubische regio. In Egypte werd een wraakachtige leeuw altijd als een godin gezien, niet als een god. Maar omdat Apedemak onafhankelijk was van de Egyptische goden werd hij niet vervormd in Egypte zelf. De god is wel te zien naast Amon en Hathor en had zelfs te Naqa een eigen triade met Isis en Horus als zijn vrouw en kind.

## Aanbidding
De cultuscentrum van de god was in Nubie in Musawwarat el-Sufra en Naqa, beide steden zijn bij de 6e catharact bij de woestijn. Musawwarat schijnt de grootste tempel van de god te zijn die vanaf 300 v.Chr. 750 jaar open was. Er waren ook Leeuwentempels bij Meroe en andere steden in de regio maar daar is minder bewijs van.

## Afbeelding
Apedemak werd meestal voorgesteld als een mens met een leeuwenkop, maar er waren ook andere vormen meer dierlijke vormen van de god. Zo was er een slang met een bovenlijf van een mens met een kop van een leeuw gekroond met de hemhem-kroon. Soms is er sprake van de god met het hoofd van een olifant maar daar zijn geen echte bewijzen van gevonden.
Aker · Amaoenet · Ammit · Amenhotep, zoon van Hapoe · Amon · Amon-Re · Amset · Anat · Andjeti · Anhoer · Anubis · Anoeket · Apedemak · Apepi · Apis · Arensnuphis · Astarte · Atoem · Aton · Baäl · Baälat · Bat · Banebdjedet · Bastet · Benben · Benoe · Bes · Buchis · Chentiamentioe · Chepri · Chons · Doeamoetef · Geb · Hapy (Nijlgod) · Hapy (zoon van Horus) · Harmachis · Harpocrates · Hathor · Hatmehyt · Heh en Hehet · Heka · Heket · Herisjef · Hesat · Horus · Hoe · Iaret · Imhotep · Ishtar · Isis · Isis-Sothis · Kebehsenoef · Kek · Chnoem · Maät · Mandulis · Mentoe · Meretseger · Mesechenet · Min · Miysis · Mnevis · Moet · Naoenet · Nechbet · Nechen en Pe · Nefertem · Neith · Nennoe · Nephthys · Noen · Noet · Osiris · Pachet · Ptah · Qetesh · Ra · Renenoetet · Renpit · Resjef · Satet · Sechmet · Selket · Serapis · Sesjat · Seth · Sjoe · Sobek · Sokaris · Sopdet · Ta-Bitjet · Tabh · Tatenen · Taweret · Tefnoet · Thoth · Wadjet · Wepwawet · Werethekaoe ·